# Coen Rōshi
Shingetsu Coen Rōshi, nome de dharma de Cláudia Dias Baptista de Souza, (São Paulo, 30 de junho de 1947), também conhecida como Monja Coen, é uma monja zen budista brasileira de ascendência portuguesa, e missionária oficial da tradição Sōto Zen com sede no Japão. Também é a Primaz Fundadora da Comunidade Zen Budista Zendo Brasil, criada em 2001 com sede no bairro paulistano do Pacaembu e fundou o templo Taikozan Tenzuizenji no mesmo endereço onde atualmente é abadessa.
Seu pai era filho de portugueses, e sua mãe oriunda da família paulista quatrocentona Dias Baptista, de grandes proprietários de terra no Alto Vale do Ribeira, por quem descendente do açoriano Manoel Rosa Luís e de Thomas Dias Baptista, mineradores que residiram em Apiaí - SP. Ela é prima de Sérgio Dias Baptista, Arnaldo Dias Baptista e Cláudio César Dias Baptista, mais conhecidos por seus trabalhos com a banda Mutantes.

## Biografia
Na juventude, Coen Rōshi cursou Direito e trabalhou como jornalista no jornal O Estado de São Paulo. Durante a década de 1970, emigrou para os Estados Unidos, onde entrou em contato com o Zen Budismo e iniciou sua formação monástica no Centro Zen de Los Angeles (ZCLA), na Califórnia, sob a orientação da monja Joko Beck. Após três anos de prática, foi ordenada monja pelo reverendo Koun Taizan Daiosho (Hakuyu Taizan Maezumi).
Em 1983, Coen Rōshi mudou-se para o Japão, onde ingressou no mosteiro feminino de Nagoya, permanecendo por doze anos. Durante esse período, foi a primeira monja a realizar a Cerimônia de Combate do Dharma (Shusso Hossen Shiki) no Aichi Senmon Nisodo, tornando-se discípula de Shundo Aoyama Rōshi, a abadessa do mosteiro. Em 1991, recebeu a Transmissão do Dharma de Zengetsu Suigan Daiosho.
Além de sua prática monástica, Coen Rōshi completou um mestrado em estudos budistas no Japão, com foco em questões ecológicas e sociais, incluindo discriminação e antropocentrismo. Ela também participou de um curso avançado para professores da escola Soto e, ao longo de sua trajetória, tornou-se missionária oficial da Soto Shu, com sede principal no Japão.
Retornou ao Brasil em 1995, onde passou a liderar as atividades do Templo Busshinji em São Paulo, responsável pela Tradição Soto Shu na América do Sul. Durante seu período à frente do templo, Coen Rōshi exerceu funções administrativas e religiosas, incluindo a de Superiora do Conselho Religioso e Presidenta do Conselho Administrativo da Comunidade Soto Zen Budista da América do Sul. Em 1997, tornou-se a primeira monja de origem não-japonesa a ocupar a presidência da Federação das Seitas Budistas do Brasil, cargo que ocupou por um ano.
Em 2001, fundou sua própria comunidade zen, a Zendo Brasil. No dia 12 de setembro de 2007 o então Centro Zen Tenzui Zendô foi elevado a Tenzui Zenji (Templo Zen) com a cerimônia Shin San Shiki. E em 2007, pela Cerimônia de Ascensão à Montanha passou a se chamar Taikozan Tenzui Zenji. Sendo oficializado pela Soto Zen em 2018. Desde então ela ocupa o cargo de abadessa.
Em 2005, foi convidada para orientar a prática da Sanga do Via Zen, localizada no Rio Grande do Sul. Com isso, passou a realizar ordenações monásticas e transmitir os preceitos budistas a diversos membros da Sanga.
Além de sua prática monástica, Coen Rōshi tem se dedicado à divulgação do Dharma por meio de retiros, palestras, caminhadas zen em parques e participação em eventos educacionais e inter-religiosos. Seu trabalho se concentra na promoção de uma cultura de paz, não-violência e cura da Terra, inspirada pelo princípio da transformação pessoal como base para um mundo melhor.

## Livros publicados
- Em cada instante nascemos e morremos bilhões de vezes  1ª edição, Editora Academia,  2024, ISBN 978-854-222-717-8
- Que Sementes Você Está Regando?: Reflexões Zen Para Cultivar a Vida Plena", 1ª edição, 2022, Academia, ISBN 655-535-819-X
- Sobre o Amor", 1ª edição, 2022, Vozes Nobilis
- As Aventuras do Monge Tantan", 1ª edição, 2022, Cortez, ISBN 655-555-256-5
- Da Negação Ao Despertar: Ensinamentos Da Monja Coen", 2ª reimpressão, 2022, Papirus 7 Mares, ISBN 655-592-022-X
- Mãos Em Prece: Seja a Mudança Que Você Quer Ver No Mundo", 1ª edição, 2021, Citadel Grupo Editorial
- Faça Sua Pergunta!", 1ª edição, 2021, Buzz Editora, ISBN 658-962-376-7
- Carma e Castigo", 1ª edição, 2021, Vida e Consciência, ISBN 658-859-921-8
- A Monja e o Poeta", 1ª edição, 2021, Editora Sextante, ISBN 655-564-209-2
- Vida-Morte", 1ª edição, 2021, Belaletra, ISBN 658-729-303-4
- Tempo De Cura", 1ª edição, 2021, Editora Academia de Inteligência LTDA, ISBN 655-535-383-X
- A Redescoberta Da Existência", 1ª edição, 2021, Vozes Nobilis, ISBN 655-713-004-8
- Despertar Inspirado", 1ª edição, 2021, Citadel Editora, ISBN 658-78-8507-1
- O Bom Contágio", 1ª edição, 2021, BestSeller, ISBN 655-712-103-0
- Ponto De Virada", 1ª edição, 2020, Academia, ISBN 650-008-826-3
- O Inferno Somos Nós: Do Ódio À Cultura De Paz", 13ª reimpressão, 2020, Papirus 7 Mares, ISBN 859-555-011-5
- Vírus", 1ª edição, 2020, BestSeller, ISBN 978-854-650-129-8
- Verdade?: Porque Nem Tudo O Que Ouvimos Ou Falamos É Verdadeiro", 1ª edição, 2019, Best Seller, ISBN 978-85-465-0191-5
- O Que Aprendi Com O Silêncio", 1ª edição, 2019, Academia
- Nem Anjos Nem Demônios: A Humana Escolha Entre Virtudes e Vícios", 6ª reimpressão, 2019, Papirus 7 Mares, ISBN 859-555-022-0
- Zen Para Distraídos: Princípios Para Viver Melhor No Mundo Moderno", 1ª edição, 2018, Planeta, ISBN 978-85-42212-38-9
- O Que Aprendi Com O Silêncio", 1ª edição, 2019, Academia
- Aprenda a Viver O Agora: Conceitos De Zen-Budismo e Atenção Plena Para Praticar Em Até 10 Minutos", 1ª edição, 2019, Academia, ISBN 854-221-596-6
- A Monja e o Professor: Reflexões Sobre Ética, Preceitos e Valores", 2019
- A Sabedoria Da Transformação: Reflexões e Experiências", 1ª edição, 2014, Planeta, ISBN 978-85-422-0440-7
- 108 Contos e Parábolas Orientais", 1ª edição, 2015, Planeta, ISBN 978-85-422-0635-7
- O Monge e o Touro", 1ª edição, 2015, Cia. Editora Nacional, ISBN 978-85-04-01977-3
- O Sofrimento É Opcional", 1ª edição, 2017, Bella Editora, ISBN 978-85-64431-26-3
- Sempre Zen: Aprender, Ensinar, Ser", 1ª edição, 2006, Publifolha, ISBN 85-7402-760-X
- Viva Zen: Reflexões Sobre O Instante e O Caminho", 1ª edição, 2004, Publifolha, ISBN 85-7402-760-X